# بريان هوتون هودجسون
بريان هوتون هودجسون (بالإنجليزية: Brian Houghton Hodgson)‏ (1 فبراير عام 1800 أو على الأرجح 1801 - 23 مايو عام 1894) هو عالم إنسان، وعالم طيور، وعالم في الأتنيات ‏ من المملكة المتحدة . وكان عضواً في الجمعية الملكية توفي عن عمر يناهز 94 عاماً. وكان ائد في التاريخ الطبيعي وعلم الأعراق، عمل في كل من الهند ونيبال حيث كان مقيمًا بريطانيًا. وصف العديد من أنواع الطيور والثدييات الموجودة في الهيمالايا، وسميت العديد من الطيور على اسمه من قبل البعض، مثل إدوارد بليث. كان باحثًا في المذهب البوذي السائد في نيوار، وكتب بإسهاب حول مجموعة من الموضوعات المتعلقة باللسانيات والدين. كان معارضًا للمقترح البريطاني الذي نص على إدراج اللغة الإنكليزية كأداة رسمية للتعليم في المدارس الهندية.

## مطلع حياته

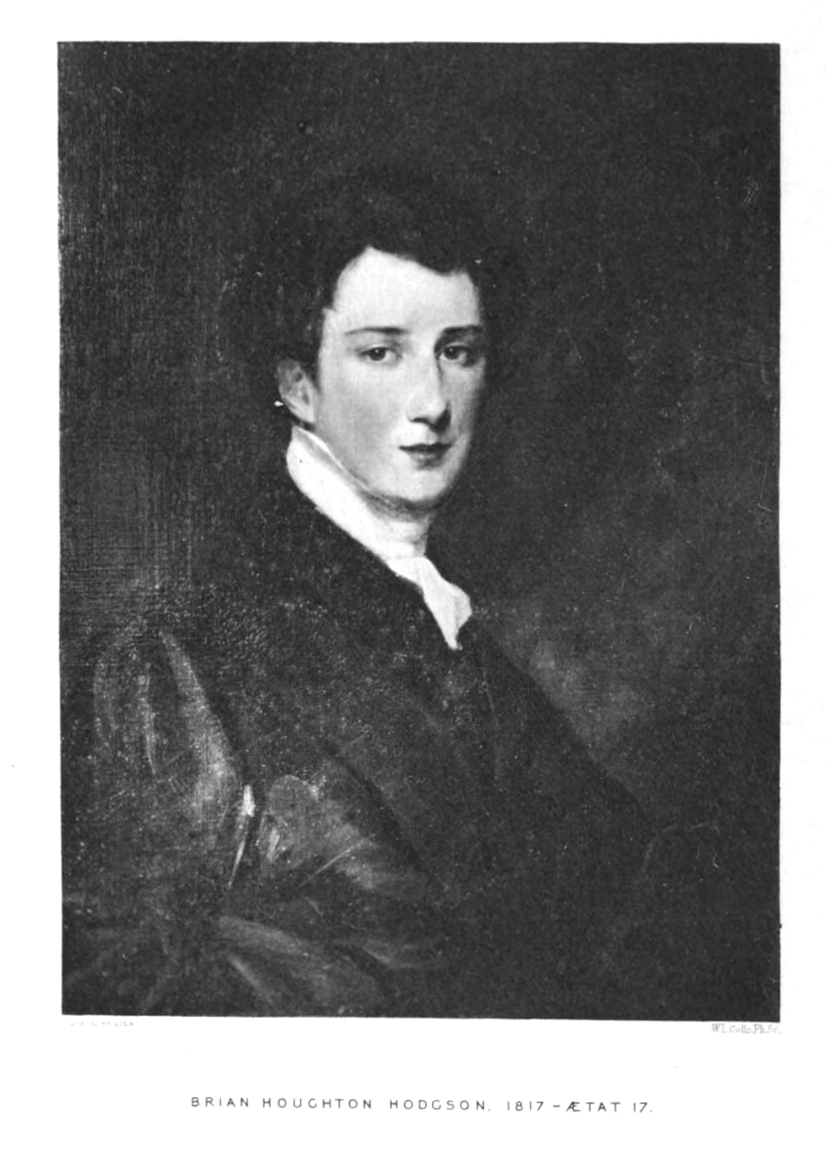
هودجسون وهو في سن السابعة عشر من العمر

وُلد هودجسون في لوِر بيتش في برستبوري في تشيشير طفلًا ثانيًا من أصل سبعة أطفال لبريان هودجسون (1766 - 1858) وزوجته كاثرين (1776 - 1851). فقد والد بريان المال في استثمار بنكي سيئ، مما اضطره لبيع منزله في لوار بيتش بسبب الضائقات المالية الضخمة التي تعرض لها.
درس هودجسون في مدرسة ماكليسفيلد النحوية حتى عام 1814، والعامين المقبلين في ريتشموند في لندن، ورُشح من قبل جيمس باتيسون مدير شركة الهند الشرقية لوظيفة البنغال العامة. مضى للدراسة في كلية الهند الشرقية مُظهرًا قابلية لتعلم اللغات.
كان صديق العائلة والموظف في هيليبيري، توماس مالتوس، من أوائل المؤثرين على هودجسون. حصل على جائزة البنغالية في نهاية ولايته الأولى في مايو عام 1816. وتخرج بميدالية ذهبية من وهيليبيري وامبريال سيرفيس كوليج.

## الهند
سافر إلى الهند في سن السابعة عشرة (1818) ككاتب في شركة الهند الشرقية البريطانية، وقد نفعته موهبته في اللغات مثل السنسكريتية والفارسية تحديدًا في حياته المهنية. عُين كمُفوض مُساعد خلال الفترة الممتدة من عام 1819 وحتى 1820 في منطقة كومون حيث كان يقدم تقاريره إلى جورج ويليام تريل.
عُين مُساعدًا للمقيم في نيبال عام 1820 بعد أن ضُمت منطقة كومون إلى دولة نيبال، لكنه شغل منصب نائب وزير خارجية المكتب الفارسي في وزارة خارجية كلكتا. دفعه اعتلال الصحة إلى الرغبة بالعودة إلى تلال نيبال.
شغل في عام 1824 منصب مدير البريد وفي عام 1825 منصب مساعد ثانوي للمقيمين، وأصبح في عام 1833 المقيم البريطاني في كاتماندو.
استمرت معاناته بسبب اعتلال صحته، الأمر الذي دفعه للتخلي عن تناول اللحوم والكحول في عام 1837. درس الشعب النيبالي وأنتج عددًا من الأوراق البحثية المتعلقة بلغاته والأدب والدين الخاص به. قام بزيارة قصيرة إلى إنجلترا وهولندا في عام 1853، وتزوج في السفارة البريطانية في لاهاي من آن سكوت التي توفيت عام 1868، ليتزوج مرة أخرى في عام 1870 هي سوزان تاوشند.

## سياسة نيبال
شعر هودجسون بالاستياء من سياسة نيبال بعد عملية الضم، إذ اعتقد أنه يمكن تحسين الوضع من خلال تشجيع التجارة مع التبت والاستفادة من القوى العاملة المحلية في الجيش البريطاني.
اتبع في البداية سابقه بالتعاون مع الوزير بيمسن ثابا، لكنه حول ولائه فيما بعد إلى الملك الشاب راجيندرا وسعى للتعامل مع الملك بشكل مباشر، بل وأيد خصوم بيمسن وهم رنا جانغ باندي وكريشنا رام ميشرا.
عُثر في يوليو عام 1837 على ابن رضيع الملك راجيندرا ميتًا، وقد كان بيمسن مُشتبهًا به واقترح هودجسون احتجازه، الأمر الذي أدى إلى إثارة المشاعر المناهضة لبريطانيا، والتي استفاد منها كل من الملك وكذلك رنا جانغ باندي. انتحر بيمسن ثابا في عام 1839 بينما كان قيد الاحتجاز.
شعر النبلاء بالتهديد من قبل رنا جانغ باندي، وتفشت حالة من عدم الاستقرار مع تمرد الجيش الذي هدد حتى المقيم البريطاني. سعى اللورد أوكلاند إلى تسوية القضية ولكن كانت قد حُشدت القوات الموجهة إلى أفغانستان بالفعل، ما اضطر هودجسون إلى التفاوض بطريقة دبلوماسية.
استطاع هودجسون بعد ذلك تعيين كريشنا رام ورانغا ناث بوديال وزيرين لملك النيبال، وقدم أيضًا في عام 1842 لجوءًا للتاجر الهندي كاشيناث من بيناريس، الذي سعى إليه الملك راجيندرا من أجل استرداد بعض الرسوم، فعندما ذهب الملك للقبض على كاشيناث وضع هودجسون يده مِن حوله وأعلن أن على الملك أن يأخذ كلاهما سجينًا ما أدى إلى حدوث اشتباك.
اختار هودجسون عدم إبلاغ الحاكم العام اللورد إلينبورو بالحادث، ولكن أعلن إلينبورو برسالته إلى هودجسون أنه لا يوجد أي مقيم يعارض آراء الحكومة أو يمنح مزايا للرعايا البريطانيين أبعد من الحدود المعينة له، ما دفعه إلى السعي لإبعاد هودجسون من كاتماندو.

## عودة قصيرة إلى إنجلترا
استقال هودجسون في عام 1844 عندما عين إلينبورو هنري مونتغمري لورانس كمقيم في نيبال، ونقل هودجسون كمفوض مساعد ثانوي إلى شيملا، ثم عاد إلى إنجلترا لفترة قصيرة. طُرد خلال تلك الفترة اللورد إلينبورو نفسه.
زار أخته فاني التي أصبحت البارون ناهويز. واستقر في عام 1845 في دارجيلنغ وتابع دراسته لشعوب شمال الهند لمدة ثلاثة عشر عامًا، وقد زاره جوزيف دالتون هوكر خلال تلك الفترة.
أُرسل هنري ابن هودجسون لتدريس صهر يونغ باهادور رنا من نيبال. وقد حث اللورد كانينج في عام 1857 لقبول مساعدة يونغ باهادور رنا في «قمع» التمرد الهندي الذي حصل في عام 1857، ثم عاد مرة أخرى في عام 1858 إلى إنجلترا واستقر في كوتسوولدز.

## الحياة الشخصية والوفاة
كتب هودجسون في عام 1839 لأخته فاني أنه لم يأكل اللحم أو يشرب الخمر، وأنه يفضل العادات الغذائية الهندية بعد مرضه في عام 1837.
أنجب هودجسون خلال حياته في الهند طفلين (هنري، الذي توفي في دارجيلنغ في عام 1856، وسارة، التي توفيت في هولندا في عام 1851، وطفلًا ثالثًا مات شابًا في الغالب) من المسلمة مهرونيشا التي عاشت معه من عام 1830 وحتى وفاتها في عام 1843.
أرسل أولاده إلى هولندا ليعيشوا مع شقيقته فاني خوفًا من سوء معاملة وتمييز أطفال «العرق المختلط»، لكن توفي كلاهما شابًا.
تزوج من آن سكوت في عام 1853 التي عاشت في دارجيلنغ حتى وفاتها في يناير عام 1868، ثم تزوج في عام 1869 من سوزان تاوشند التي أكملت حياتها معه، ولم يحصل على أي أطفال من زيجاته. توفي في منزله في شارع دوفر في لندن في 23 مايو عام 1894 ودُفن في ساحة كنيسة ألدرلي في غلوسترشاير.
أشار هودجسون إلى عالم الطيور صموئيل تيكيل كصهر له. كانت ماري روزا أخت تيكل متزوجة من شقيق برايان وليام إدوارد جون هودجسون (1805 - 12 يونيو 1838).
عادت ماري إلى إنجلترا بعد وفاة ويليام هودجسون، وتزوجت من لوميدسن سترينج في فبراير عام 1840.

## الإرث
تُحيا ذكرى هودجسون في التسمية الثنائية لأنواع الثعابين، ثعبان هودجسون الآكلة للفئران.